# Potomanía
La potomanía, polidipsia psicogénica o polidipsia primaria (del griego 'ποτος', potos=bebida, por extensión potable=agua bebible) y manía; y del latín 'mania', y este del griego 'μανία'=locura, demencia) es el deseo impulsivo de beber grandes cantidades de líquidos, por ejemplo, el agua, como resultado de una enfermedad mental. Aunque la potomanía no está incluida en ningún apartado de las clasificaciones de psiquiatría actuales como un diagnóstico específico, podría incluirse por sus características en la clasificación de trastornos del control de los impulsos no clasificados.
La potomanía es muchas veces confundida con la dipsomanía, que es el resultado de beber excesivamente alcohol; pero este trastorno se encuentra relacionado con tóxicos y líquidos de rápida ingesta, generalmente asociados a alcohol y así mismo con la presencia de la diabetes insípida en momentos de crisis. 
Este trastorno psicológico no es muy conocido puesto que muchas veces es ignorado por presentar cuadros sintomáticos que se asemejan a otros trastornos alimenticios, además de ser una nueva adicción de la cual muy poco se sabe, pero que afecta a un segmento importante de la población. [cita requerida]

## Fisiopatología
El hipotálamo es una región cerebral que, entre otras funciones, es responsable de mantener la cantidad de agua necesaria para el organismo y de advertir de la falta de líquido emitiendo la señal de la sed. 
Una alteración en el mecanismo de funcionamiento del hipotálamo podría provocar episodios de potomanía (potomanía neurológica), pero los expertos coinciden en que esto es sumamente extraño, por lo que asocian el trastorno con un desequilibrio psiquiátrico y que en general, los trastornos alimentarios están relacionados con problemas psicológicos y desórdenes de la personalidad.
Existen diversos factores de riesgo que pueden influir en la aparición de este trastorno:
- Ciertas enfermedades mentales, como trastornos de la personalidad, cuadros delirantes y síntomas histéricos.

- Trastornos de Ansiedad.

- Desórdenes orgánicos o patologías hormonales (como la diabetes mellitus, uno de cuyos síntomas es, precisamente, la polidipsia o exceso de sed).

- Padecer Anorexia nerviosa. En este caso el afectado bebe gran cantidad de agua, bien con el objetivo de saciarse sin ingerir calorías, o bien para incrementar el peso corporal justo antes de acudir al especialista para pesarse y, de este modo, engañar al profesional.

- Alteraciones en el funcionamiento del hipotálamo en cuanto al apetito.

- El síndrome de sensación inapropiada de sed, debido a la alteración del osmorreceptor hipotalámico.

- Uso frecuente de medicamentos, como antiinflamatorios (no esteroideos), diuréticos tiazídicos y litio, que interfieren con la función del riñón, y fármacos anticolinérgicos que pueden provocar sensación de sequedad en la boca.

- La ausencia de diversidad de líquidos descompensantes.

## Cuadro clínico
El cuerpo humano intenta mantener constante el volumen de agua y la concentración de electrolitos necesarios para el correcto funcionamiento de todos sus órganos. Así, cuando el nivel de sodio es elevado, el organismo retiene más agua para diluir el exceso y se incrementa la sensación de sed, al mismo tiempo que disminuye la necesidad de orinar. Por el contrario, cuando el nivel de sodio es insuficiente, el organismo excreta más cantidad de agua para restablecer el equilibrio.1
Una persona sana necesita alrededor de dos litros o dos litros y medio de agua al día, que se puede obtener tanto del líquido ingerido, como de los alimentos que consume: frutas, verduras y hortalizas son los alimentos con más cantidad de agua en su composición, por lo que una dieta rica en estos productos aporta ya una buena dosis del agua necesaria.
La ingesta excesiva de líquidos no suele provocar hiperhidratación (hidratación excesiva) cuando los riñones, la hipófisis y el corazón funcionan correctamente porque el organismo se encarga de eliminar el exceso; sin embargo, episodios frecuentes y prolongados de potomanía pueden alterar la función renal y el equilibrio de los fluidos internos y originar síntomas como:
- Calambres musculares y cansancio a consecuencia de la disolución de sodio y potasio en la sangre.
- Náuseas.
- Dolor de cabeza.
- Hinchazón en articulaciones inferiores.
- Hiponatremia (baja concentración de sodio en la sangre la cual afecta seriamente al funcionamiento del cerebro).
- Insuficiencia cardíaca congestiva en donde la falta de potasio puede modificar el ritmo del músculo cardíaco.
- Somnolencia profunda y prolongada.
- Alucinaciones.
- Convulsiones.
- Parálisis. (Parcial o completa)

## Diagnóstico
Como cualquier otro trastorno mental, las personas que lo sufren rara vez son conscientes de ello, sino hasta que el cuadro clínico indica que requiere tratamiento, muchas veces siendo demasiado tarde ya que la salud del paciente ya se ha visto comprometida.
La potomanía suele ser el indicio de un trastorno psicológico que debe ser tratado en cuanto se detecte. Es habitual que este desorden alimenticio esté asociado a otros trastornos del mismo espectro como la Bulimia o especialmente, la Anorexia, por lo que la salud del afectado puede verse seriamente comprometida si no se interviene cuanto antes.
Cuando una persona ingiere más de cuatro litros de agua al día sin motivo aparente, y especialmente si supera los seis litros, debe acudir al médico sin esperar a que se presenten los síntomas. Una vez descartado que exista un problema orgánico como una alteración en el hipotálamo o una diabetes mellitus, el médico remitirá al paciente a la atención especializada que considere necesaria, normalmente un psicólogo, psiquiatra o nutriólogo especialista en trastornos alimentarios, podrá brindarle la ayuda necesaria.
Para realizar un diagnóstico, diferenciando la potomanía de la dipsomanía, se hace a través de la anamnesis, aunque en casos complejos o con componentes de simulación puede ser necesaria la hospitalización para realizar un estudio  clínico-biológico  controlado; en este estudio podrá observarse como la osmolalidad plasmática y urinaria se reducen a causa de la privación hídrica, para así concluir un diagnóstico acertado y proceder a un tratamiento.

## Tratamiento
Para tratar la potomanía se pueden administrar diuréticos al paciente, que sirvan para aumentar la excreción de líquido por parte de los riñones, lo que ayudara a incrementar el nivel de sodio y a mitigar los síntomas. Sin embargo, para erradicar el problema el tratamiento debe ser diferente dependiendo de la causa que lo haya originado, aunque se suele comenzar por restringir la ingesta de líquido a no más de litro y medio diario.
En el caso de que se produzca a causa de enfermedades mentales, el tratamiento deberá ser psicoterapia, acompañada en algunos casos por medicación psicotrópica. Esta medicación que actúa sobre el sistema nervioso central, se caracteriza por modificar la percepción, el ánimo, el estado de consciencia y el comportamiento del paciente durante un determinado periodo de tiempo.
Si el trastorno aparece como consecuencia del uso de fármacos, estos deben de ser sustituidos por otros medicamentos que no provoquen este efecto secundario.
El tratamiento de la potomanía -o polidipsia psicogénica- sin base orgánica es la psicoterapia o medicamentos psicotrópicos.

## Complicaciones
Los riñones son capaces de eliminar entre 600 y 840 mililitros de líquidos por hora, por lo que no se debería superar este límite, aunque en épocas de calor o cuando se realiza deporte o mucha actividad física, esta necesidades de ingesta de líquidos aumenta, pero generalmente si se llegara a sobrepasar los niveles normales podría presentarse enfermedad renal crónica que a futuro podrían obligar al paciente a recibir sesiones de Diálisis renal permanentes.
En caso de no recibir tratamiento, este trastorno puede tener consecuencias graves y traumáticas, ya que puede provocar un cuadro de choque en el organismo que podrá originar parálisis.
Sus consecuencias pueden ser dramáticas y fatales, debido a que si el consumo diario de líquidos supera los cuatro litros que necesita el cuerpo humano, usando sus riñones, no podrá procesarlos; dando origen concreto al óbito (fallecimiento) por intoxicación con agua o hiperhidratación (Water intoxication en inglés), que se ve agravada si ese consumo se realiza en un corto intervalo de tiempo. En la hiperhidratación se produce una excesiva disolución del sodio en la sangre y se deja de producir la hormona antidiurética, lo que en casos extremas puede conllevar a la formación de Edema cerebral irreversible, estado de coma o inclusive la muerte por la sobrepresión ejercida del cerebro al Bulbo raquídeo.

## Prevención
La Potomanía a pesar de tener diversas causas de origen y de ser considerado un trastorno mental o alimenticio, puede afectar a todo tipo de población, especialmente a poblaciones jóvenes que por falsas creencias caen en falsos estereotipos, por eso la mejor prevención para evitar sus perjudiciales efectos sobre la salud es desterrar falsos mitos, puesto que radica su origen en trastornos de la personalidad por eso se debe dar mayor enfoque al cuidado de la información engañosa que favorece el consumir agua en grandes cantidades con fines de adelgazamiento.
El agua es beneficiosa y necesaria para el organismo, pero en su justa medida. En este sentido, lo recomendable para una persona sana es beber alrededor de dos litros de agua diarios. Engañar al estómago a base de ingerir líquido no es la mejor manera de perder peso y representa un grave riesgo para la salud de la persona que lo experimenta. 
Es también necesario prestar atención a los síntomas y comportamientos que muchas veces son pasados por alto por un largo periodo de tiempo constituyendo factores de riesgo para una inminente crisis compulsiva de Potomanía, por lo tanto, si siente un deseo irrefrenable de beber sobre todo si no está motivado por la sed, el calor o la actividad física, debe consultarlo cuanto antes con su médico para encontrar el origen del problema.
Para realizar actividades físicas y ejercicios es necesaria una adecuada hidratación pues mientras se llevan a cabo dichas actividades se puede perder una parte considerable de los electrolitos necesarios para el funcionamiento del cuerpo; es entonces aquí donde la concepción errada de las personas entra a tomar parte al creer que deberán tener una hidratación exagerada e inmediata para recuperar las sales perdidas, iniciando un episodio de Potomanía e incurriendo en el exceso de hidratación.